# (266051) Hannawieser
(266051) Hannawieser ist ein über fünf Kilometer grosser Hauptgürtelasteroid, der am 1. Juli 2006 von Markus Griesser, dem langjährigen Leiter der Winterthurer Sternwarte Eschenberg, entdeckt worden ist. Er gehört zur Euphrosyne-Familie im äusseren Asteroiden-Gürtel. Diese Gruppe ist benannt nach dem 1854 in Washington, D.C. entdeckten Asteroiden (31) Euphrosyne (deutsch: Frohsinn), benannt nach einer der drei Grazien in der altgriechischen Mythologie. Sie ist eine Tochter des Zeus.
Am 15. Juli 2011 wurde der Asteroid nach der Nummerierung durch das Minor Planet Center vom Entdecker mit offizieller Zustimmung der Internationalen Astronomischen Union (IAU) nach der Winterthurer Musikerin Hanna Wieser benannt. Sie war fast 40 Jahre lang Mitglied im traditionsreichen Orchester des Musikkollegium Winterthur (gegründet 1629) und ging im Sommer 2020 in Pension. Sie leitete von 1998 bis Ende 2018 mit grossem Erfolg das Kirchenorchester Oberwinterthur und ist seit vielen Jahren und auch heute noch als geschätzte Violin-Pädagogin tätig.
Das 2010 von der NASA gestartete Weltraumteleskops WISE Wide-Field Infrared Survey Explorer, das nach einem Unterbruch in den Jahren 2011/12 heute unter dem Namen NEOWISE weiter nach Asteroiden sucht, hat beim Kleinplaneten „Hannawieser“ eine überraschend tiefe Albedo gemessen. Es muss sich also um einen sehr dunklen Himmelskörper handeln, der trotz seiner stattlichen Grösse von über fünf Kilometern nur extrem wenig Sonnenlicht reflektiert.